# 汀江机场
汀江机场（英語：Dinjan Airfield）是第二次世界大战时期盟军的一个军用机场，位于印度阿萨姆邦恰布阿东北11公里处的汀江。二战后，成为印度空军的预备机场。

## 历史
汀江机场建设于阿萨姆茶园中，由几千名茶园工人于1942年3月开工建设。用于缅甸战役中英国空军第5中队的寇蒂斯P-36战斗机使用。后来，机场主要作用是保护从附近查布亚机场起飞的驼峰航线运输机的安全。 
汀江机场跑道呈十字架形状 
- 较长一边跑道呈东北—西南走向，长约2000米，宽45米
- 较短一边跑道呈西北—东南走向，长约1000米，宽45米。